# Szczeciniarstwo

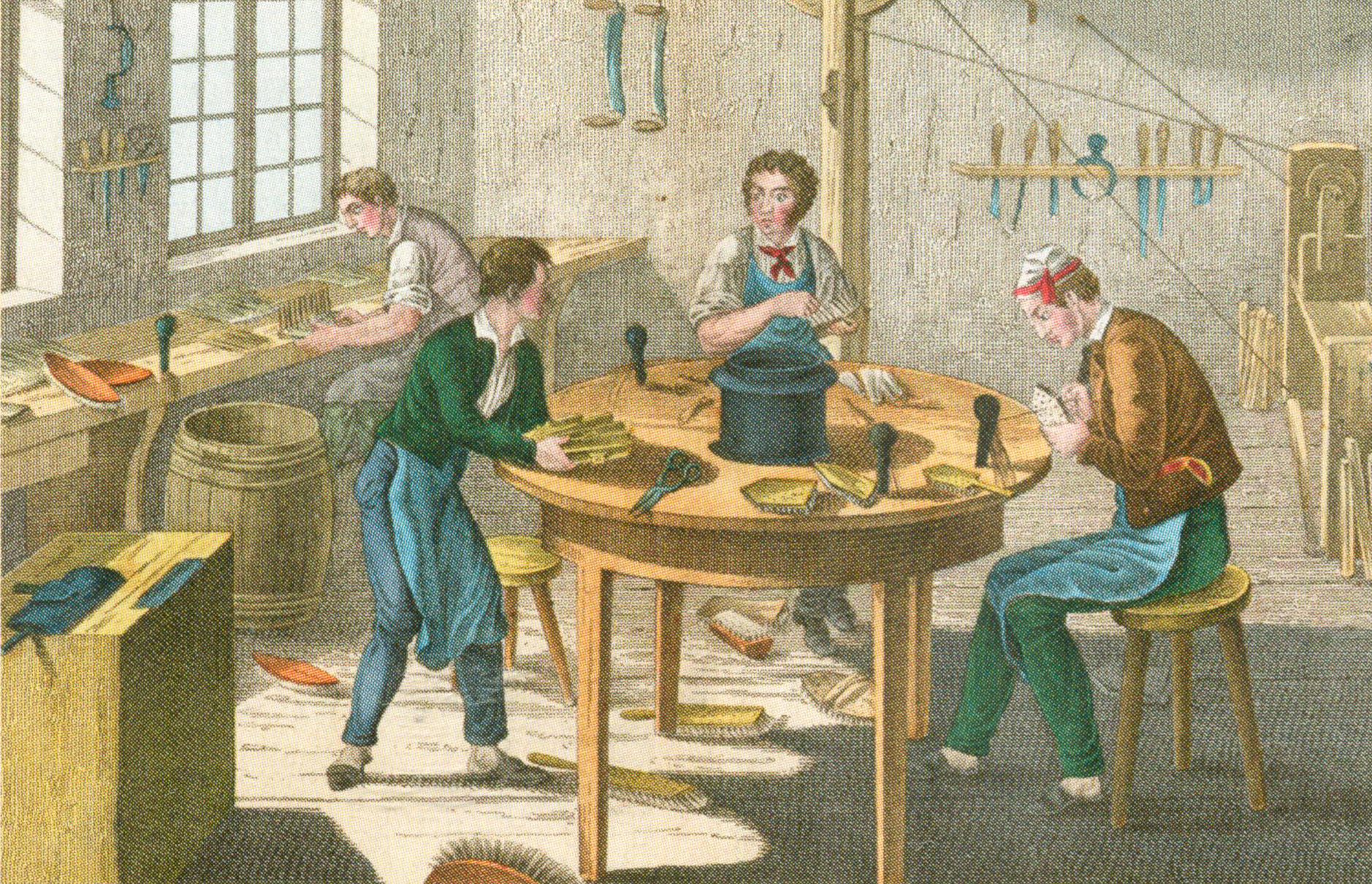
Warsztat szczeciniarski, grafika z 1849 r.

Szczeciniarstwo – dział przemysłu zajmujący się produkcją pędzli i szczotek z naturalnego włosia, najczęściej końskiego. 
Największym ośrodkiem szczeciniarstwa w Polsce przed II wojną światową był Międzyrzec Podlaski, gdzie znajdowało się ponad 170 manufaktur. Wyroby eksportowano głównie do Stanów Zjednoczonych oraz do Wielkiej Brytanii, Francji, Niemiec, Argentyny i Chin. Wartość eksportu do samych tylko Stanów Zjednoczonych z Międzyrzeca Podlaskiego w 1935 roku wynosiła 3,5 mln dolarów amerykańskich.
Zobacz też: Szczeciniarnia.